# Mafalda (Italia)
Mafalda es una comune italiana situada en la provincia de Campobasso, en Molise. Tiene una población estimada, a fines de agosto de 2022, de 1067 habitantes.

## Evolución demográfica
| Gráfica de evolución demográfica de Mafalda entre 1861 y 2022 |
|                                                               |
| Fuente: ISTAT - Elaboración gráfica de Wikipedia              |